# Laguna Puan
Es una laguna que se encuentra en el partido de Puan, provincia de Buenos Aires, Argentina.
Tiene 750 ha aproximadamente (varía según lluvias), su profundidad media es de 5 m, máxima de 11 m frente al Predio de la Fiesta Nacional de la Cebada Cervecera.
Presenta costas de barrancas bajas de tosca y con algunos desplayados como en el balneario y en la isla. Hay juncales raleados y montes de tamariscos hundidos. Es de propiedad fiscal. Son aguas mansas aptas para los deportes acuáticos, como lo son la vela, esquí, kayak y windsurf entre otros.

## Isla
Tiene 50 ha de abundante flora y fauna. Se ha introducido ñandú y cuis.
Pertenece geológicamente al Sistema Orográfico de Ventania.
En el «Hemiciclo Seco 1920-1973» con la laguna menos profunda, existía un camino por el cual se accedía al lugar con vehículos. Pero la nueva llegada del «Hemiciclo Húmedo 1973-2020», el acceso queda sumergido.

## Pesca
A 900 m de la ciudad de Puan se emplaza esta laguna, donde se pescan buenos pejerreyes. En su centro se encuentra la isla, un afloramiento rocoso en un entorno lagunar. En ella existen sitios arqueológicos de relevancia regional. El lugar cuenta con camping, sanitarios con ducha de aguas calientes, y playa arbolada. 
- Datos: Q5969125